# Ноймарк, Георг
Георг Ноймарк (нем. Georg Neumark; 1621—1681) — немецкий поэт, композитор, музыкант-гамбист и библиотекарь

.

## Биография
Георг Ноймарк родился 16 марта 1621 года в городке Лангензальца в Тюрингии. С 1630 года посещал гимназию в Шлейсингене, а затем перешёл на гимназию Готы, после чего учился в университете Кёнигсберга.
Был весьма деятельным членом «Fruchtbringende Gesellschaft» и нюрнбергского «Blumenorden», автор духовных стихотворений, одно из которых пелось во многих протестантских церквах спустя века после смерти автора.
Его светская поэзия (в сборниках «Poetisch-musikalisches Luslwäldgen» и «Fortgepflantzter poetischer Lustwald»), по отзыву Ф. Ф. Фидлера, «полна безвкусицы того времени».
Некоторые из своих стихотворений он сам переложил на музыку.
Ноймарк написал также поэтику и «Neusprossender deutscher Palmbaum» — историю «Fruchtbringende Gesellschaft».
Георг Ноймарк умер 8 июля 1681 года в городе Веймаре, где работал библиотекарем.